# Acanthocreagris redikorzevi
Espèce
Acanthocreagris redikorzevi est une espèce de pseudoscorpions de la famille des Neobisiidae.

## Distribution
Cette espèce est endémique d'Azerbaïdjan. Elle se rencontre vers Leninavan.

## Étymologie
Cette espèce est nommée en l'honneur de Vladimir V. Redikorzev.

## Publication originale
- Dashdamirov, 1988 : A new species of Pseudoscorpiones of the genus Acanthocreagris (Neobisiidae) from Azerbaijan. Zoologicheskii Zhurnal, vol. 67, no 9, p. 1414-1416.